# Andy Goldsworthy

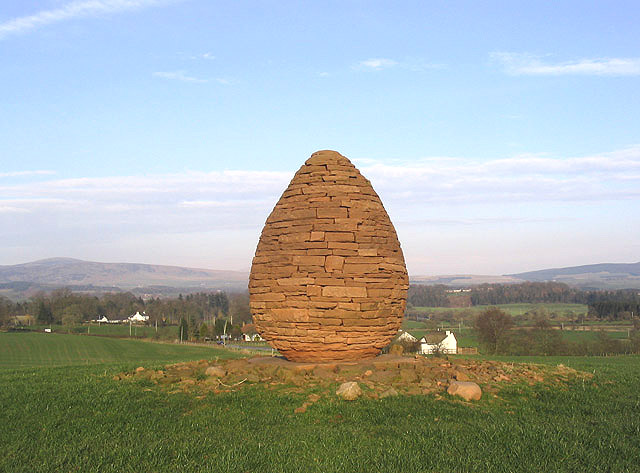
Millennium Cairn, cairn obra de Goldsworthy situado en las cercanías de Penpont.

Andy Goldsworthy (Cheshire, 26 de julio de 1956) es un escultor, fotógrafo y ecologista británico, residente en Escocia, que realiza arte de sitio específico y Land Art en emplazamientos naturales y urbanos. Se le ha concedido la Orden del Imperio Británico.

## Vida
Nació en Cheshire y se crio en Harrogate. Estudió bellas artes, primero en el Bradford College of Art (1974–75) y luego en la Preston Polytechnic (la actual University of Central Lancashire, 1975–78), donde recibió su Bachelor of Arts. Impartió clases de escultura en la Universidad Cornell.
En 1982 se casó con Judith Gregson. Residieron en Penpont (Dumfries and Galloway) y tuvieron cuatro hijos. Se separaron y en la actualidad su pareja es la historiadora Tina Fiske.
En el año 2001 participó en el documental Rivers and Tides, dirigido por Thomas Riedelsheimer y centrado en su obra.

## Obra
En su arte juega un papel importante la fotografía. Los materiales que usa para sus esculturas son: flores, carámbanos, hojas, barro, piñas, nieve, piedras, ramas y espinas. Se le considera el padre del arte con piedras en equilibrio moderno. En sus obras efímeras solo trabaja con sus manos, sus dientes y con algún objeto que encuentre que pueda utilizar como herramienta.